# Edwin Cheruiyot Soi
Edwin Cheruiyot Soi (Kericho, Kenia, 3 de marzo de 1986) es un atleta keniano, especializado en la prueba de 5000 m en la que llegó a ser medallista de bronce olímpico en 2008.

## Carrera deportiva
En los JJ. OO. de Pekín 2008 ganó la medalla de bronce en los 5000 metros, con un tiempo de 13:06.22 segundos, llegando a meta tras el etíope Kenenisa Bekele y su compatriota el también keniano Eliud Kipchoge.